# Jónsbók
Die Jónsbók ist ein historisches isländisches Gesetzbuch.
Es wurde, veranlasst durch Magnus VI. Håkonsson, von Jón Einarsson in Norwegen verfasst und trägt auch seinen Namen (Jóns Buch). Es basierte auf älteren isländischen Rechtsbüchern und dem norwegischen Landslov.
Die Jónsbók wurde 1281 vom isländischen Althing angenommen. Das Gesetzbuch löste somit die seit 1271 gültige Járnsíða ab, das stärker norwegisches Recht auf die Insel übertragen und dort Widerstand ausgelöst hatte.